# Ondřejovice (Janovice nad Úhlavou)
Ondřejovice jsou malá vesnice, část města Janovice nad Úhlavou v okrese Klatovy v Plzeňském kraji. Nachází se asi tři kilometry jižně od Janovic nad Úhlavou. Ondřejovice leží v katastrálním území Ondřejovice u Janovic nad Úhlavou o rozloze 1,76 km².

## Název
Název vesnice je odvozen z osobního jména Ondřej ve významu ves lidí Ondřejových. V historických pramenech se název objevuje ve tvarech: Ondrziegoiowicz (1379), in Ondrzeyowicz (1404), Vondřejovice (1590), Ondržegowicz (1654), Ondržegowicz (1789), Ondřowitz (1839), Ondřejovice (1854), Ondřejovice a též Ondřovice (1916).

## Historie
První písemná zmínka o vesnici pochází z roku 1379.

## Obyvatelstvo
| Rok            | 1869 | 1880 | 1890 | 1900 | 1910 | 1921 | 1930 | 1950 | 1961 | 1970 | 1980 | 1991 | 2001 | 2011 | 2021 |
| -------------- | ---- | ---- | ---- | ---- | ---- | ---- | ---- | ---- | ---- | ---- | ---- | ---- | ---- | ---- | ---- |
| Počet obyvatel | 149  | 161  | 129  | 137  | 151  | 153  | 130  | 90   | 93   | 68   | 56   | 51   | 44   | 34   | 25   |
| Počet domů     | 20   | 20   | 19   | 19   | 22   | 22   | 25   | 25   | 22   | 19   | 16   | 18   | 18   | 18   | 18   |

## Obecní správa
Při sčítání lidu v letech 1850–1975 Ondřejovice byly samostatnou obcí v okrese Klatovy.
Od 1. července 1975 jsou částí města Janovice nad Úhlavou v okrese Klatovy. V letech 1850–1920 k obci patřila Hvízdalka.

## Další fotografie

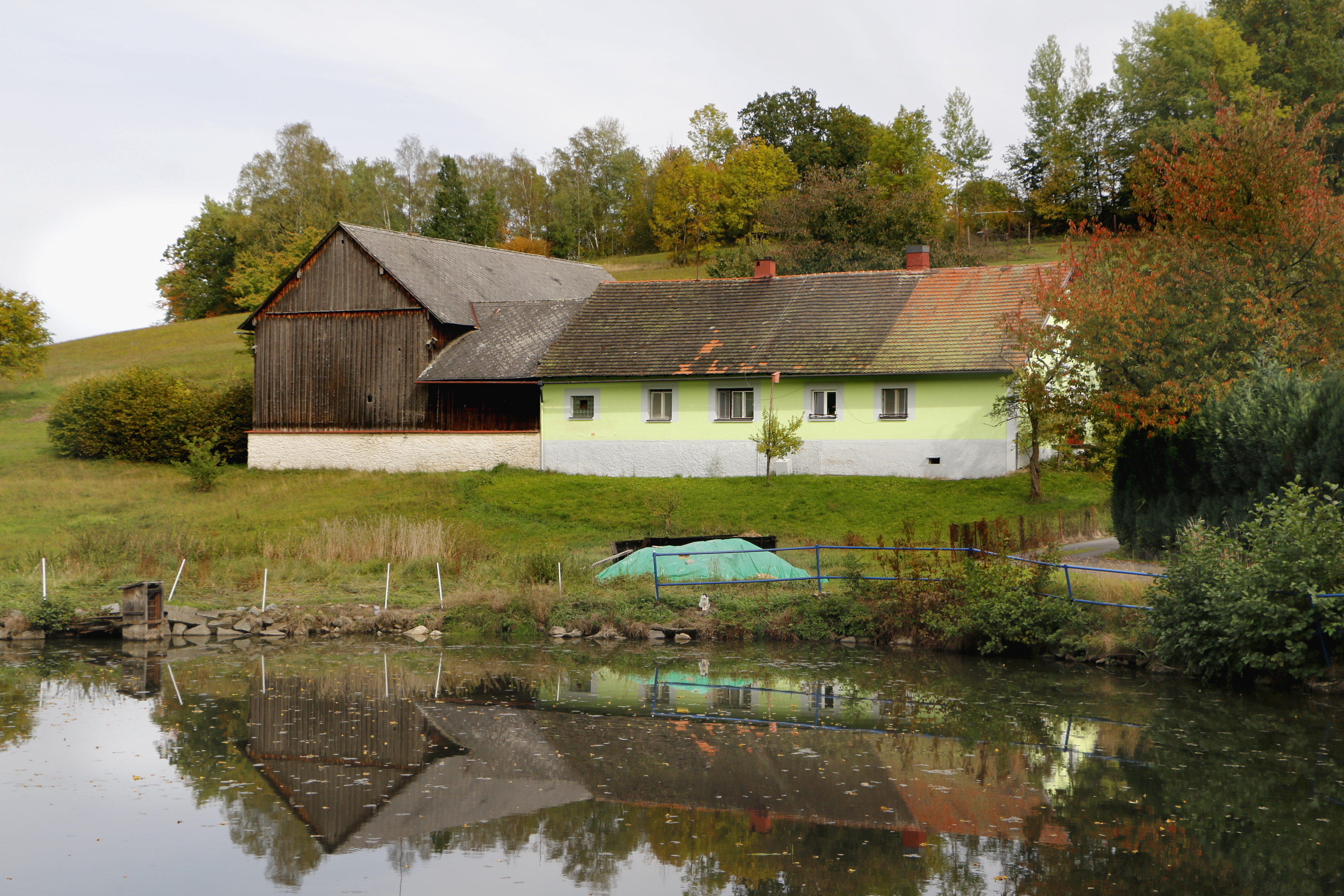
Statek za rybníkem
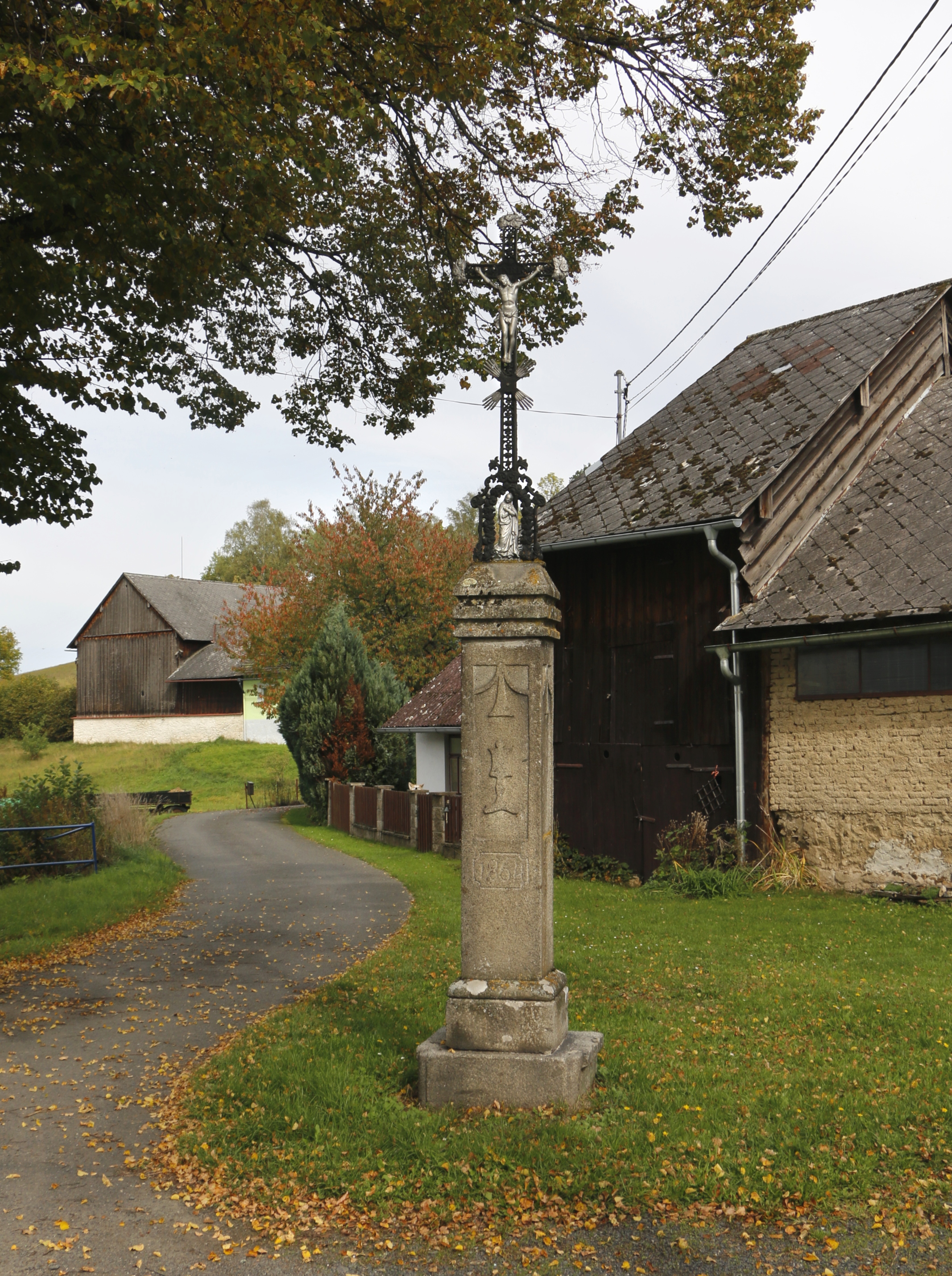
Křížek na návsi
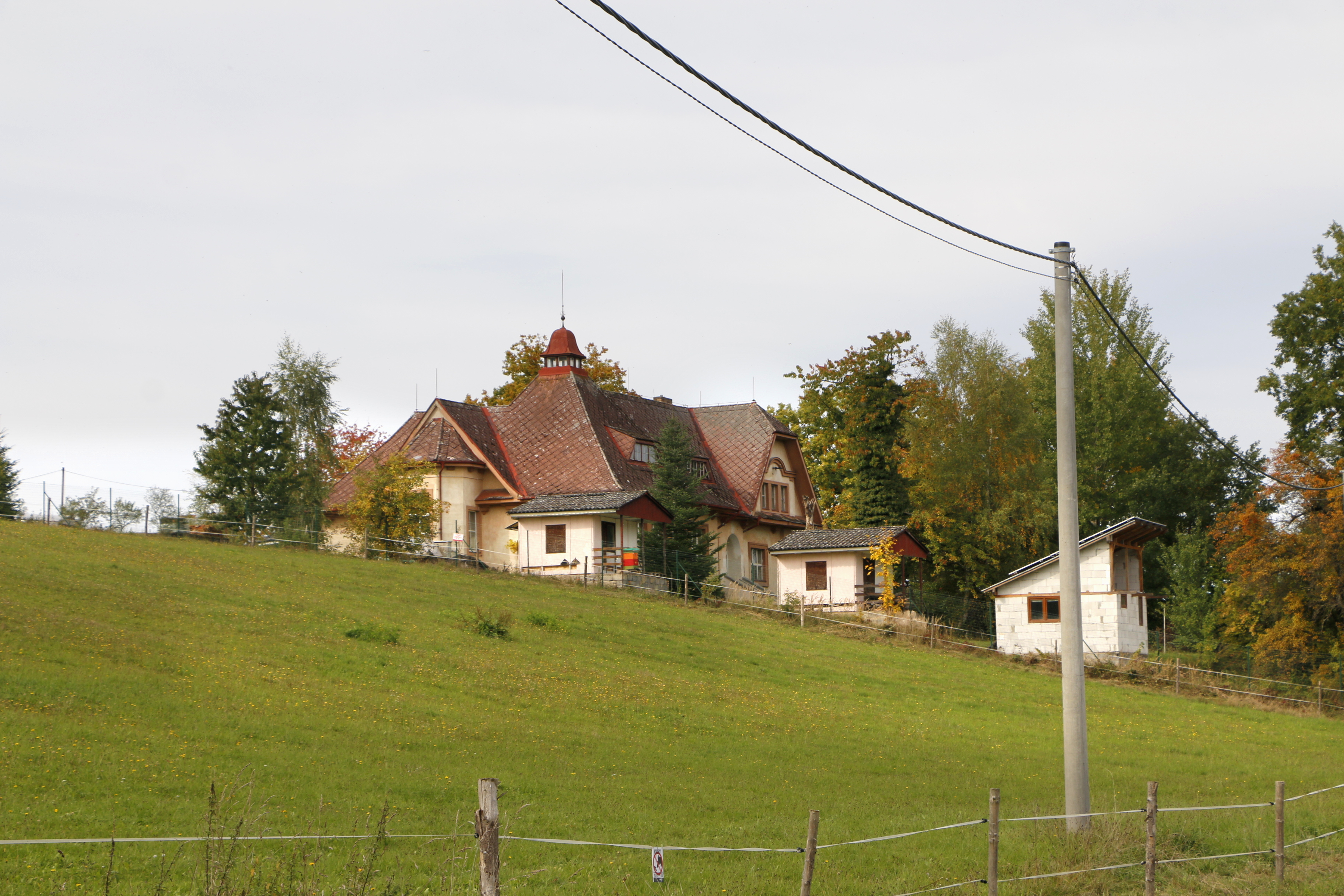
Obecná škola postavená roku 1924 čp. 24
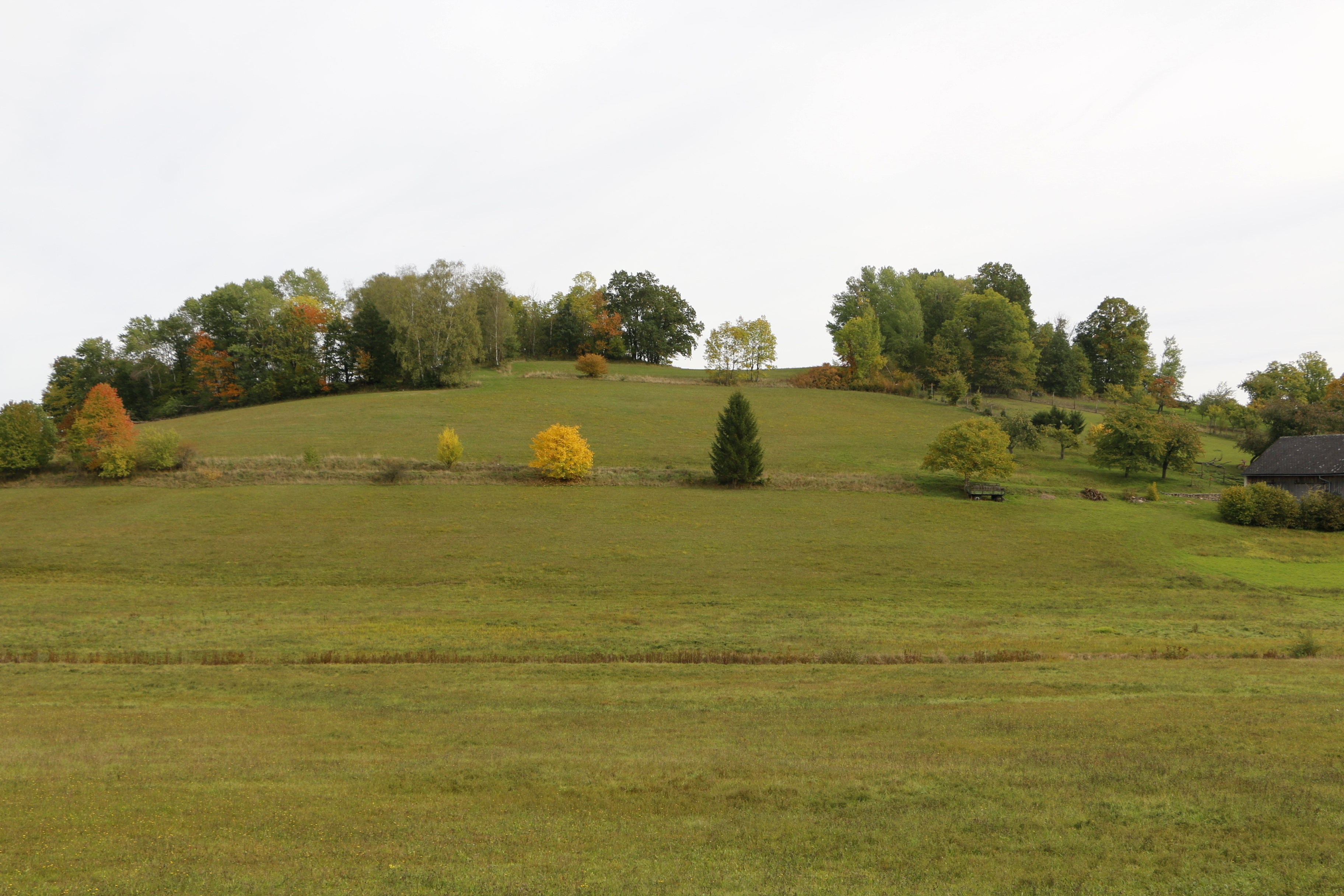
Krajina u vsi